# Gastón Gorrostorrazo
Gastón Gorrostorrazo Navarro (Montevideo, 22 maggio 1998) è un calciatore uruguaiano, centrocampista svincolato.

## Caratteristiche tecniche
È un mediano.

## Carriera
Cresciuto nel settore giovanile della Rampla Juniors ha debuttato in prima squadra il 19 agosto 2018 disputando l'incontro di Primera División Profesional vinto 2-0 contro il Racing Montevideo.